# Hermann Schmidt (géologue)
Pour les articles homonymes, voir Hermann Schmidt et Schmidt.
Hermann Schmidt (né le 3 novembre 1892 à Elberfeld, décédé le 2 janvier 1978 à Bad Godesberg) est un géologue et paléontologue allemand.
Il fut l'un des pionniers de la paléoécologie.
Dans les années 1930, il fut à l'origine du concept d'assemblage de conodontes.

## Publications
- (de) 1929. Tierische Leitfossilien des Karbon, Borntraeger (Leitfossilien, Band 6).
- (de) 1934. Conodonten-Funde in ursprünglichem Zusammenhang. Paläontologische Zeitschrift, vol. 16, nos 1–2, pages 76–85, DOI 10.1007/BF03041668.
- (de) 1935. Einführung in die Paläontologie, Stuttgart, Enke.
- (de) 1935. Die bionomische Einteilung fossiler Meeresböden, Fortschritte der Geologie und Paläontologie, Band 12, pages 1–154.
- (de) 1947, 1949. Geologie, 2 Bände (Band 1: Geologische Vorgänge der Gegenwart, Band 2: Geologische Vorgänge der Vergangenheit), Wolfenbütteler Verlagsanstalt.
- (de) (avec W. Plessmann) 1961. Sauerland, Borntraeger, Sammlung Geologischer Führer, Band 39.